# Dennis Morgan
Dennis Morgan, pseudonimo di Earl Stanley Morner (Prentice, 20 dicembre 1908 – Fresno, 7 settembre 1994), è stato un attore e cantante statunitense.

## Biografia

### Carriera
Di origine svedese, dopo la laurea conseguita presso il Carroll College di Waukesha (Wisconsin) e gli studi al Conservatorio di Musica di Milwaukee, il giovane Stanley Morner si trasferì a Chicago, dove continuò a studiare canto all'American Conservatory e iniziò ad apparire in spettacoli teatrali e a esibirsi in locali di intrattenimento.

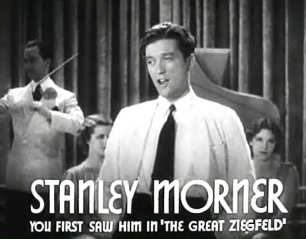
Con il nome di Stanley Morner nel musical Mama Steps Out (1937)

Dotato di bella presenza e di una gradevole voce tenorile, nel 1936 esordì sul grande schermo e per un paio d'anni, sotto il suo vero nome e poi con quello di "Richard Stanley", si distinse come cantante in una serie di commedie musicali, tra cui Il paradiso delle fanciulle (1936), prima di adottare definitivamente il nome d'arte di Dennis Morgan nel 1939, quando firmò un contratto con la casa produttrice Warner Brothers.
Per circa un decennio, durante gli anni quaranta, Morgan fu una delle star maschili della Warner, apparendo in ruoli di romantico e garbato protagonista accanto a celebri attrici come Ginger Rogers in Kitty Foyle, ragazza innamorata (1940), Merle Oberon e Rita Hayworth in Con mia moglie è un'altra cosa (1941), Bette Davis e Olivia de Havilland nel drammatico In questa nostra vita (1942) di John Huston, Barbara Stanwyck ne Il sergente e la signora (1945). In coppia con il collega e amico Jack Carson formò un duo particolarmente affiatato, che apparve in una serie di popolari commedie quali The Hard Way (1943), di Vincent Sherman, Two Guys from Milwaukee (1946) e L'ora, il luogo e la ragazza (1946), entrambi diretti da David Butler.
All'inizio degli anni cinquanta la carriera di Morgan entrò in fase di declino e l'attore ebbe ancora poche occasioni di dimostrare il proprio talento. Tra i film del periodo sono da ricordare le commedie Intermezzo matrimoniale (1950) e Femmine bionde (1951), il western Il passo dell'avvoltoio (1951) e il melodramma Perdono (1952), accanto a Joan Crawford. Dopo la fanta-avventura I conquistatori dell'uranio (1956) di William Castle, Morgan si ritirò dal grande schermo per dedicarsi con successo agli affari. Sporadiche le sue apparizioni televisive, tra cui sono da ricordare singoli episodi delle serie Alfred Hitchcock presenta (1958) e Love Boat (1980).

### Vita privata
Dennis Morgan sposò nel 1933 Lillian Vedder, dalla quale ebbe tre figli, Stanley Jr., Kristin (che nel 1947, all'età di otto anni, comparve nel film My Wild Irish Rose, interpretato dal padre) e James. Il matrimonio durò fino alla morte di Morgan, avvenuta il 7 settembre 1994, all'età di 85 anni.

## Filmografia

### Cinema
come Stanley Morner
- I Conquer the Sea!, regia di Victor Halperin (1936)
- Il paradiso delle fanciulle (The Great Ziegfeld), regia di Robert Z. Leonard (1936) (non accreditato)
- Il mio amore eri tu (Suzy), regia di George Fitzmaurice (1936)
- Jim di Piccadilly (Piccadilly Jim), regia di Robert Z. Leonard (1936) (non accreditato)
- Il tesoro del fiume (Old Hutch), regia di J. Walter Ruben (1936) (non accreditato)
- Annie Laurie, regia di Joseph Sherman (1936)
- Mama Steps Out, regia di George B. Seitz (1937)
- Song of the City, regia di Errol Taggart (1937)
- La vita a vent'anni (Navy Blue and Gold), regia di Sam Wood (1937)

come Richard Stanley
- Men with Wings, regia di William A. Wellman (1938)
- King of Alcatraz, regia di Robert Florey (1938)
- Illegal Traffic, regia di Louis King (1938)
- Persons in Hiding, regia di Louis King (1938)

come Dennis Morgan
- Waterfront, regia di Terry O. Morse (1939)
- Ride, Cowboy, Ride, regia di George Amy (1939)
- No Place to Go, regia di Terry O. Morse (1939)
- Il ritorno del dottor X (The Return of Doctor X), regia di Vincent Sherman (1939)
- I fucilieri delle Argonne (The Fighting 69th), regia di William Keighley (1940)
- Three Cheers for the Irish, regia di Lloyd Bacon (1940)
- The Singing Dude, regia di William C. McGann (1940)
- Tear Gas Squad, regia di Terry O. Morse (1940)
- Flight Angels, regia di Lewis Seiler (1940)
- River's End, regia di Ray Enright (1940)
- March On, Marines, regia di B. Reeves Eason (1940) (cortometraggio)
- Kitty Foyle, ragazza innamorata (Kitty Foyle: The Natural History of a Woman), regia di Sam Wood (1940)
- Con mia moglie è un'altra cosa (Affectionately Yours), regia di Lloyd Bacon (1941)
- Kisses for Breakfast, regia di Lewis Seiler (1941)
- I tre moschettieri del Missouri (Bad Men of Missouri), regia di Ray Enright (1941)
- Captains of the Clouds, regia di Michael Curtiz (1942)
- In questa nostra vita (In This Our Life), regia di John Huston (1942)
- Wings for the Eagle, regia di Lloyd Bacon (1942)
- The Hard Way, regia di Vincent Sherman (1943)
- Thank Your Lucky Stars, regia di David Butler (1943)
- Il canto del deserto (Desert Song), regia di Robert Florey (1943)
- Al chiaro di luna (Shine on Harvest Moon), regia di David Butler (1944)
- The Very Thought of You, regia di Delmer Daves (1944)
- Le tigri della Birmania (God is My Co-Pilot), regia di Robert Florey (1945)
- Il sergente e la signora (Christmas in Connecticut), regia di Peter Godfrey (1945)
- ...e un'altra notte ancora (One More Tomorrow), regia di Peter Godfrey (1946)
- Two Guys from Milwaukee, regia di David Butler (1946)
- L'ora, il luogo e la ragazza (The Time, the Place and the Girl), regia di David Butler (1946)
- Notte di bivacco (Cheyenne), regia di Raoul Walsh (1947)
- My Wild Irish Rose, regia di David Butler (1947)
- La donna del traditore (To the Victor), regia di Delmer Daves (1948)
- Speroni e calze di seta (Two Guys from Texas), regia di David Butler (1948)
- Una domenica pomeriggio (One Sunday Afternoon), regia di Raoul Walsh (1948)
- The Lady Takes a Sailor, regia di Michael Curtiz (1949)
- L'amore non può attendere (It's a Great Feeling), regia di David Butler (1949)
- Intermezzo matrimoniale (Perfect Strangers), regia di Bretaigne Windust (1950)
- Pretty Baby, regia di Bretaigne Windust (1950)
- Il passo dell'avvoltoio (Raton Pass), regia di Edwin L. Marin (1951)
- Femmine bionde (Painting the Clouds with Sunshine), regia di David Butler (1951)
- Perdono (This Woman is Dangerous), regia di Felix E. Feist (1952)
- Cattle Town, regia di Noel M. Smith (1952)
- L'arma che conquistò il West (The Gun That Won the West), regia di William Castle (1955)
- Le perle nere del Pacifico (Pearl of the South Pacific), regia di Allan Dwan (1955)
- I conquistatori dell'uranio (Uranium Boom), regia di William Castle (1956)
- Gioco d'azzardo (Rogues' Gallery), regia di Leonard Horn (1968)
- Won Ton Ton, il cane che salvò Hollywood (Won Ton Ton: The Dog Who Saved Hollywood), regia di Michael Winner (1976)

### Televisione
- General Electric Theater – serie TV, episodio 2x11 (1953)
- The Pepsi-Cola Playhouse – serie TV, episodio 1x25 (1954)
- Fireside Theatre – serie TV, episodio 7x21 (1955)
- The Ford Television Theatre – serie TV, episodio 3x24 (1955)
- The Best of Broadway – serie TV, episodio 1x08 (1955)
- Stage 7 – serie TV, episodi 1x08-1x25 (1955)
- Star Stage – serie TV, episodio 1x09 (1955)
- Crossroads – serie TV, episodio 1x10 (1955)
- Alfred Hitchcock presenta (Alfred Hitchcock Presents) – serie TV, episodio 3x26 (1958)
- 21 Beacon Street – serie TV, 11 episodi (1959)
- Saints and Sinners – serie TV, episodio 1x05 (1962)
- The Dick Powell Show – serie TV, episodio 2x29 (1963)
- Petticoat Junction – serie TV, episodio 6x10 (1968)
- Love Boat (The Love Boat) – serie TV, episodio 3x23 (1980)

## Doppiatori italiani
Nelle versioni in italiano dei suoi film, Dennis Morgan è stato doppiato da:
- Gualtiero De Angelis in I fucilieri delle Argonne, In questa nostra vita, La donna del traditore, Femmine bionde, Perdono, L'arma che conquistò il West
- Leonardo Cortese in I tre moschettieri del Missouri, Notte di bivacco
- Giulio Panicali in Kitty Foyle, ragazza innamorata
- Stefano Sibaldi in Il canto del deserto
- Giuseppe Rinaldi in Il sergente e la signora
- Emilio Cigoli in L'amore non può attendere
- Angelo Maggi in In questa nostra vita (ridoppiaggio)